# イトラコナゾール
イトラコナゾール（INN：itraconazole）は、幾つかの真菌感染症の治療に用いられ得る抗真菌薬の1つである。商品名はヤンセン ファーマのイトリゾールで、ITZと略される場合もある。

## 構造
イトラコナゾールは構造中にトリアゾール環を有しており、化学構造ではアゾール系抗真菌薬の細分類の1つであるトリアゾール系抗真菌薬に分類される。イトラコナゾールの分子式はC35H38Cl2N8O4と、アゾール系抗真菌薬の中では比較的大きい部類に入る。
構造から明らかなように3箇所のキラル中心を有するが、その中で末端の炭化水素鎖の部分だけはラセミ体の状態で用いられている。一方、残る2箇所のキラル中心を有する場所は、ケトコナゾールと構造が似ている。ただし、ケトコナゾールは同じアゾール系抗真菌薬ではあるが、構造中にトリアゾール環でなく、イミダゾール環を有しているため、イミダゾール系抗真菌薬に分類される。

## 作用機序
アゾール系抗真菌薬は、基本的にイミダゾール環かトリアゾール環が、真菌の細胞膜を安定させるために必要なエルゴステロールの生合成に関わる、ラノステロールを14α位の脱メチル反応に関与するチトクロムP450の活性中心の鉄原子に、配位結合して複合体を形成することによって、この酵素を阻害して真菌によるエルゴステロールの生合成を妨害し、抗真菌作用を発揮する。
ただし、イミダゾール系抗真菌薬は、イミダゾール環の存在する動物の細胞にも影響や、毒性が出やすいことが知られている。それをトリアゾール環に代えたことで、動物の細胞への悪影響を低減した。さらに、トリアゾール環に代えた結果、抗菌スペクトルも拡大した。

## 歴史
歴史的に見るとケトコナゾールが、アゾール系抗真菌薬の中で最初の経口投与が可能な薬物である。これにより、アゾール系抗真菌薬の全身投与が可能になり、全身に蔓延した真菌感染症の治療にアゾール系抗真菌薬が加わった。しかし、ケトコナゾールは動物の細胞に対する毒性が高く、その有害作用のために、ケトコナゾールを経口投与で用いることは難しく、21世紀初頭において、ほとんど経口投与でケトコナゾールは用いられていない。
アゾール系抗菌薬のイミダゾール環が動物において有害作用を引き起こしていると目され、この部分の構造を変更することが試された。そうして、イトラコナゾールやフルコナゾールのような、イミダゾール環に代えてトリアゾール環を有したアゾール系抗真菌薬が開発された。イトラコナゾールは1978年に特許を取得し、アメリカ合衆国では1992年に医療用医薬品として承認された。
ただし、トリアゾール環に構造を変えれば、万事解決とゆかず、その後に開発が試みられたトリアゾール系抗真菌薬の中には、肝毒性などのために開発断念に追い込まれた化合物が複数出たのが実情である。

## 用途
イトラコナゾールはWHO必須医薬品モデル・リストに記載されており、真菌感染症の治療に医薬として用いられている。
使用される真菌感染症は、爪白癬、アスペルギルス症、ブラストミセス症、コクシジオイデス症、ヒストプラズマ症、パラコクシジオイデス症、マラセチア毛包炎などである。投与法は経口投与または静脈注射である。
ただし、妊婦や授乳中にイトラコナゾールを投与して、胎児や乳児に危険がないか不明確である。

## 有害作用
イトラコナゾールの投与に伴う一般的な有害作用は、吐き気、下痢、腹痛、発疹、頭痛などが挙げられる。重度の有害作用には、アナフィラキシー、肝臓障害、心不全、スティーブンス・ジョンソン症候群などが挙げられる。

## 研究
2019年に発表された研究によると、イトラコナゾールはヘッジホッグ経路を阻害することにより、悪性腫瘍の治療にも使用できる可能性が示唆された。